# Конвент за бъдещето на Европа
Конвентът за бъдещето на Европа (на английски: Convention on the Future of Europe) е консултативен орган, създаден на 28 февруари 2002 г.
През декември 2001 г. в Лаакен (Белгия) се подписва декларация, с която се подчертава, че обединението на Европа е близо и с приемането на страните от Централна и Източна Европа ще се затвори една от най-тъмните глави в историята. Още в началото на документа се споменава, че Европа е на кръстопът. Европейският конвент е орган Ad hoc, който трябва да изготви европейска конституция.
Другото заглавие на Декларацията от Лаакен е „Европа на кръстопът“. Посветена е на бъдещето на Европа. Една от задачите ѝ е свикването на европейски конвент, който да изготви проект за конституция на ЕС и да подчертае принципите, по които ще се ръководи ЕС след разширяването му.
Европейският конвент се свиква на 28 февруари 2002 г., като временен орган. За председател на конвента е определен Валери Жискер д`Естен. Съществуването на конвента е ограничено от времето, т.е. има срок от 1 година, но поради важността на задачите е удължен до юни 2003 г.
Европейският конвент се състои от 105 представители
- 15 представители на държавното или правителственото ръководство на държавите членки
- 13 представители на държавното или правителствено ръководство на страните-кандидатки
- 30 представители от парламентите на държавите членки
- 26 представители на парламентите на държави-кандидатки
- 16 представители (депутати) от Европейския парламент
- 2 представители от Европейската комисия